# Festivales de Fotografía
Un festival de fotografía es un evento, o conjunto de ellos (distribuidos en diferentes días generalmente), que tienen a la fotografía como elemento expositivo fundamental.
Existen diferentes tipos de festival de fotografía en función de la temática (fotografía publicitaria, arquitectónica, de moda,  documental,…), del tipo de técnica (fotografía en blanco y negro, estenopeica,…), del ámbito geográfico representativo de la muestra (local, nacional, internacional) y también del tipo de organización (institucional o popular). 